# Valico di Caresana
Il valico di Caresana è un valico di frontiera fra l'Italia e la Slovenia. 
Collega le località di Crociata di Prebenico (in comune di San Dorligo della Valle, nell'ex provincia di Trieste) e di Ospo  (Osp) (in comune di Capodistria). Da parte slovena è chiamato, per l'appunto, valico confinario di Ospo (mejni prehod Osp). 

## Descrizione
Il valico è detto di Caresana, dal nome della omonima località posizionata circa 1 km a nord del valico; Caresana non è il centro abitato, in territorio italiano, più vicino al confine di stato, che è invece Crociata di Prebenico, posta a poche decine di metri dal valico stesso. Da parte italiana è conosciuto anche come Valico di Prebenico-Caresana, per quanto vi sia, nei suoi pressi, un altro confine di stato denominato "di Prebenico". Il nome sloveno deriva dalla località più vicina al valico, Ospo. Il valico è posizionato in zona agricola, nei pressi del punto in cui il Torrente Ospo entra in territorio italiano.
Da parte italiana il collegamento stradale al valico termina sulla ex strada provinciale 13, che da un lato lo collega con la strada statale 15, che a sua volta conduce al Valico di Rabuiese, e dall'altro con il capoluogo comunale, Dolina. Da parte slovena vi giunge la strada 627 che lo collega con San Sergio, nei pressi dell'entrata sull'Autostrada Capodistria-Lubiana.
Il valico è caratterizzato da traffico locale.

## Storia
Il valico è stato istituito nel 1947, a seguito della modifica del confine orientale dell'Italia, disegnata dal trattato di Parigi. 
Fino al 1954 fu valico tra la zona A del Territorio Libero di Trieste e la Jugoslavia. Con l'annessione della zona A alla Repubblica italiana il valico divenne di frontiera tra l'Italia e la Jugoslavia, a cui subentrò, dal 1991, la neoindipendente Slovenia. 
Era un valico di seconda categoria, ovvero poteva essere superato dalle persone dotate di apposito lasciapassare, che era concesso ai soli residenti in aree nei pressi del confine tra i due Paesi. Il valico era soggetto al controllo della Brigata di Prebenico della Guardia di Finanza, fino alla soppressione della brigata stessa, avvenuta il 1º gennaio 2008.
Nel 1970 il traffico venne indicato, secondo i dati della Camera di commercio di Trieste, in 330.763 passaggi, che aumentò, nel 1973, a 609.373, per poi calare, nel 1975, a 505.331. Il calo venne imputato, tra le varie cause, all'andamento del cambio fra lira italiana e dinaro jugoslavo.
Con l'entrata della Slovenia nell'area Schengen, il 21 dicembre 2007, l'accesso al valico è stato liberalizzato. Già dal 1º maggio 2004 era stata introdotta la possibilità di transitare attraverso il valico anche con la carta d'identità, e non solo col lasciapassare rilasciato ai transfrontalieri. Il valico rimase comunque aperto solo nelle ore diurne fino al 21 dicembre 2007. Dal 1º febbraio 2006, inoltre, solo la polizia italiana aveva proseguito nel controllo dei documenti per le persone che transitavano al valico.
Il 23 maggio 2004 vi transitò la quattordicesima tappa del Giro d'Italia, la Trieste-Pola.
Nel 2013 la Provincia di Trieste finanziò la risistemazione della pavimentazione stradale del valico.
Dall'11 marzo 2020 le autorità slovene, al fine di prevenire un aumento del numero dei contagi da COVID-19, stante la situazione italiana, decidono di incrementare i controlli sanitari al confine, lasciando aperti solo i valichi più importanti. Il valico di Caresana viene perciò chiuso alla circolazione, fino al 15 giugno successivo.
Dal 29 marzo 2021 il valico viene nuovamente chiuso, per la recrudescenza dell'epidemia in Slovenia, dopo che nei giorni precedenti ne era già stata limitata l'apertura oraria. Il 28 aprile successivo il valico viene riaperto.